# Diporiphora ameliae
Diporiphora ameliae é uma espécie de de lagartixa-dragão descoberta no ano de 2012 em uma estância criadora de gado na cidade de Longreach, oeste do estado de Queensland (Austrália), por uma equipe de cientistas liderada pelo biólogo Angus Emmott.